# Salomon węgierski

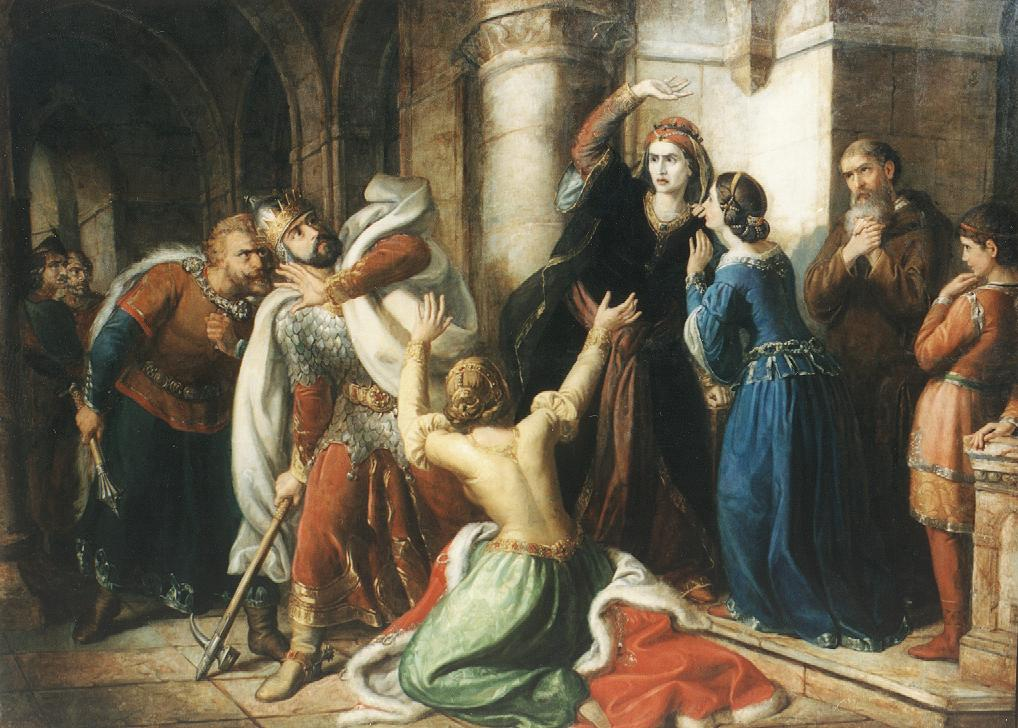
Królowa Anastazja wyklina Salomona

Salomon (ur. w 1052 lub 1053, zm. w 1086 lub 1087) – król Węgier w latach 1063–1074 (koronowany w 1057 r.) z dynastii Arpadów. Syn króla Węgier Andrzeja I i jego żony Anastazji, córki wielkiego księcia kijowskiego Jarosława I Mądrego.

## Wojna Andrzeja I z Belą
W 1057 r. Salomon staraniem ojca został koronowany na króla Węgier. Tym samym Andrzej I złamał umowę z ok. 1050 r., w której gwarantował swemu bratu Beli sukcesję po sobie. Ponieważ Bela posiadał silne poparcie w kraju, Andrzej I postanowił poszukać wsparcia za granicą. Znalazł je na dworze króla rzymskiego Henryka IV (przyszłego cesarza). W 1058 r. odbyły się zaręczyny małoletniego Salomona z Judytą Marią, siostrą Henryka IV, pieczętujące sojusz Andrzeja I z cesarstwem. Niezadowolony z takiego obrotu spraw Bela udał się na przełomie lat 1058/1059 lub 1059/1060 do Polski, aby wyprosić pomoc księcia Polski Bolesława II Szczodrego (żoną Beli była nieznana z imienia siostra Kazimierza I Odnowiciela, ojca Bolesława II Śmiałego). Jesienią 1060 r. Bela z pomocą trzech hufców polskich wyruszył na Węgry. W bitwie pod Mosony rozbił wojska Andrzeja I wsparte znacznymi posiłkami niemieckimi. Sam Andrzej I, ciężko ranny, dostał się do niewoli, w której wkrótce zmarł. W tym samym czasie Bolesław II Śmiały obległ czeski Hradec, uniemożliwiając połączenie oddziałów czeskich z wojskami walczącymi przeciwko Beli. W 1061 r. zwycięski Bela koronował się na króla Węgier.

## Zdobycie władzy
W 1063 r. na Węgry wkroczyło liczne wojsko niemieckie z zamiarem osadzenia na tronie Salomona. Ponieważ już na samym początku wojny zmarł niespodziewanie Bela I, wyprawa odniosła pełny sukces. Zwycięzcy nie zgodzili się, aby synowie Beli dostali we władanie dzielnicę ojca, dlatego Gejza razem z braćmi udał się do Polski, podobnie jak kilka lat temu jego ojciec, prosić Bolesława II Śmiałego o pomoc. Polski książę ponownie jej nie odmówił i jeszcze w tym samym roku Gejza wyruszył na Węgry i zajął znaczną ich część. W styczniu 1064 r. za pośrednictwem biskupa Raaby doszło do ugody, na mocy której Salomon pozostał królem, zaś synowie Beli otrzymali dawną dzielnicę ojca nad Cisą.

## Utrata tronu węgierskiego
Kompromis nie zadowolił Gejzy. W 1073 r. wszczął działania skierowane przeciwko królowi Węgier. Nieposiadający w kraju poparcia Salomon zwrócił się o pomoc do Henryka IV. Jednakże nie otrzymał jej ze względu na panujące w Niemczech powstanie spowodowane rewindykacją i reorganizacją dóbr królewskich. W marcu 1074 r. wojska Salomona zostały rozbite przez Gejzę w bitwie pod Mogyoród. Pokonany Salomon zbiegł do Wieselburga, natomiast Gejza koronował się w Białogrodzie na króla Węgier. Salomon rozpoczął zabiegi mające na celu otrzymanie ponownej pomocy od swojego szwagra, Henryka IV. Obiecał mu uczynienie Węgier lennikiem cesarstwa, płacenie trybutu, oddanie sześciu pogranicznych grodów i przekazanie dwunastu zakładników. W sierpniu 1074 r. rozpoczęła się wielka wyprawa cesarska na Węgry. Zakończyła się ona niepowodzeniem, ponieważ Gejza I unikał bitwy, skutecznie stosując taktykę spalonej ziemi i odcinając wroga od dróg zaopatrzenia.

## Próby odzyskania władzy
Na przełomie lat 1074/1075 Salomona poparł papież Grzegorz VII będący dotąd przeciwko niemu ze względu na sojusz Salomona z królem niemieckim Henrykiem IV. Pomoc ta na nic się zdała, gdyż Gejza I pozostał nieprzejednany na papieskie żądania zwrócenia tronu. Salomon próbował ponownie odzyskać władzę po śmierci Gejzy I (25 kwietnia 1077), mimo że panowie węgierscy wnet wybrali na króla brata Gejzy I, Władysława. Plany Salomona pokrzyżowała zbrojna interwencja Bolesława II Szczodrego. W 1083 r. po oskarżeniu o próbę zamordowania Władysława I został zmuszony do ucieczki. Udał się do Pieczyngów. Prawdopodobnie zginął w trakcie bitwy z wojskami bizantyjskimi.

## Genealogia
Między 1063 a 1066 r. Salomon poślubił Judytę Marię, siostrę króla niemieckiego Henryka IV (przyszłego cesarza). Małżeństwo to pozostało bezpotomne.
Pojawiła się bałamutna teoria, jakoby ich dzieckiem była Zofia, żona Poppona, hrabiego Bergu.
| Wasyl Arpadowicz ur. ? zm. ? | Wasyl Arpadowicz ur. ? zm. ? |                                                 |                                                 | NN | NN |  |  | Jarosław I Mądry ur. ok. 986 zm. 20 II 1054 | Jarosław I Mądry ur. ok. 986 zm. 20 II 1054 |                                               |                                               | Ingegerda ur. ? zm. 10 II 1050 | Ingegerda ur. ? zm. 10 II 1050 |
|                              |                              |                                                 |                                                 |    |    |  |  |                                             |                                             |                                               |                                               |                                |                                |
|                              |                              |                                                 |                                                 |    |    |  |  |                                             |                                             |                                               |                                               |                                |                                |
|                              |                              | Andrzej I Arpadowicz ur. ok. 1015 zm. 1060/1061 | Andrzej I Arpadowicz ur. ok. 1015 zm. 1060/1061 |    |    |  |  |                                             |                                             | Anastazja Rurykowicz ur. ok. 1023 zm. po 1074 | Anastazja Rurykowicz ur. ok. 1023 zm. po 1074 |                                |                                |
|                              |                              |                                                 |                                                 |    |    |  |  |                                             |                                             |                                               |                                               |                                |                                |
|                              |                              |                                                 |                                                 |    |    |  |  |                                             |                                             |                                               |                                               |                                |                                |
|                              |                              |                                                 |                                                 |    |    |  |  |                                             |                                             |                                               |                                               |                                |                                |

|  |  | Judyta Maria Salicka ur. 1047 zm. 14 III 1092/1096 OO 1063/1066 | Judyta Maria Salicka ur. 1047 zm. 14 III 1092/1096 OO 1063/1066 | Salomon Arpadowicz ur. 1052/1053 zm. 1087 | Salomon Arpadowicz ur. 1052/1053 zm. 1087 |  |  |  |  |
|  |  |                                                                 |                                                                 |                                           |                                           |  |  |  |  |
|  |  |                                                                 |                                                                 |                                           |                                           |  |  |  |  |

## W kulturze

### Film
Postać Salomona pojawia się w węgierskim filmie Sacra Corona z 2001 roku. Zagrał go tam Péter Horkay.

### Gry wideo
W serii gier wideo Crusader Kings jednym z grywalnych władców jest Salamon Árpád, przedstawiony jako król Węgier.